# Litultovice
Litultovice (en allemand : Leitersdorf ; en polonais : Litultowice) est un bourg (městys) du district d'Opava, dans la région de Moravie-Silésie, en République tchèque. Sa population s'élevait à 927 habitants en 2021.

## Géographie
Litultovice se trouve à 12 km à l'ouest-sud-ouest d'Opava, à 38 km à l'ouest-nord-ouest d'Ostrava et à 238 km à l’est de Prague.
La commune est limitée par Hlavnice et Jezdkovice au nord, par Dolní Životice à l'est, par Lhotka u Litultovic au sud, et par Jakartovice et Mladecko à l'ouest.

## Histoire
La première mention écrite de la localité date de 1317.

## Transports
Par la route, Litultovice se trouve à 13 km d'Opava, à 46 km d'Ostrava et à 307 km de Prague.